# Allothereua
Genre
Allothereua est un genre de mille-pattes de la famille des Scutigeridae contenant au moins douze espèces connues.

## Répartition
Sa distribution s'étend de l'Asie centrale (principalement Kazakhstan et Népal) à l'Australie et à la Nouvelle-Calédonie (au moins six espèces recensées), en passant par les Philippines. Une étude de 2009 sur la phylogénie des scutigéromorphes a révélé que Allothereua était polyphylétique ; certaines espèces étaient plus étroitement liées au genre Parascutigera.

## Liste d'espèces
- Allothereua bidenticulata Verhoeff, 1925[1],[2],[3],[4],[5]
  - Allothereua bidenticulata linderi Fahlander, 1939[1]
  - Allothereua bidenticulata vittata Verhoeff, 1925[1]
  - Allothereua bidenticulata bidenticulata Verhoeff, 1925[1]
- Allothereua caeruleata Verhoeff, 1925[1],[2],[3],[4]
- Allothereua incola Verhoeff, 1925[2],[3]
- Allothereua kirgisorum Lignau, 1929[1],[3],[4]
- Allothereua lesueri (Lucas, 1840)[2] ou Allothereua lesueurii Lucas (1840)[1],[3],[4]
- Allothereua linderi Fahlander, 1939[5]
- Allothereua maculata (Newport, 1844)[1],[2],[3],[4],[5]
- Allothereua manila Chamberlin, 1944[1],[3],[4]
- Allothereua serrulata Verhoeff, 1925[1],[2],[3],[4],[5]
- Allothereua simplex (Haase, 1887)[2], pourrait-être synonyme de A. maculata (Newport, 1844)
- Allothereua wilsonae Dobroruka, 1979[1],[2],[3],[4]

## Publication originale
- (de) Karl W. Verhoeff, « Über Scutigeriden. 5. Aufsatz », Zoologischer Anzeiger, vol. 29,‎ 29 mars 1905, p. 73-119 (101-102) (lire en ligne, consulté le 29 juin 2019)